# Mikhaïl Tchekhov
Pour les articles homonymes, voir Tchekhov (homonymie).
Mikhaïl Alexandrovitch Tchekhov (en russe : Михаил Александрович Чехов ; en anglais : Michael Chekhov), né le 17 août 1891 (29 août dans le calendrier grégorien) à Saint-Pétersbourg et mort le 30 septembre 1955 à Beverly Hills, est un acteur, metteur en scène et auteur dramatique russo-américain.  

## Biographie
Neveu d'Anton Tchekhov et disciple de Constantin Stanislavski, Mikhaïl Tchekhov entre en 1907 à l'école de théâtre du Petit Théâtre de Saint-Pétersbourg (Souvorinski), où l’un de ses mentors est Boris Glagoline. 
Il est acteur au Théâtre d'art de Moscou avant de fonder en 1914 le Premier Studio du Théâtre d'art de Moscou, qui deviendra plus tard, lorsqu'il en sera nommé directeur, le Deuxième Théâtre d'art de Moscou. Il épouse sa cousine par alliance, la jeune actrice Olga von Knipper (Russe d'origine allemande et nièce de la femme d'Anton Tchekhov, Olga Knipper), qui se fera connaître dans l'Allemagne des années 1930-1940 sous le nom d'Olga Tchekhova (1897-1980). Ils ont une fille, Ada Tschechowa (1916-1966), future actrice allemande.
Mikhaïl Tchekhov s'est très tôt cherché un guide spirituel. Il reçoit de son père, puis entretient par lui-même, une forte formation philosophique. Il découvre à l'école de théâtre de Stanislavski le yoga et son potentiel créateur, qui le mène à la théosophie. Mais il est plus attiré par le christianisme que par les sensibilités orientales. Il rend visite aux starets, conseillers spirituels de l'Église orthodoxe, les considérant comme proche de l'esprit du peuple ; cependant il constate que leur trop grande dévotion aux principes de leur Église bloque leur réflexion. Finalement, il s'attache à Rudolf Steiner et à l'anthroposophie.
Il divorce d'Olga Tchekhova et épouse le 3 juin 1918 Xénia Karlovna Ziller. 
Il trouve dans l'anthroposophie un certain bonheur. Elle suscite une collaboration entre lui et Andreï Biély, écrivain qui aura une forte influence sur le développement de la langue russe. Leur amitié culmina au moment des répétitions de Hamlet, en 1923 et 1924, mais elle durera toute leur vie. Maria Knebel, metteuse en scène russe, l'une de ses élèves, décrit ainsi sa spiritualité :

« En tant qu'acteur, il rechercha avec acuité l'harmonie sur scène et dans ses rôles. En tant qu'individu, il était constamment tourmenté par ce qu'il sentait du déséquilibre du monde extérieur. D'où ses peurs et ses inquiétudes. Je pense que c'est aussi la raison de son intérêt pour l'anthroposophie et sa foi naïve dans une vérité, contenue, croyait-il, dans ces mêmes théories anthroposophiques, qui œuvrerait à l'unité de l'art et de la vie. »

— Maria Knebel
Finalement, il quitte la Russie en 1928 pour s'installer à Paris. Au printemps 1931, il se produit au théâtre russe de Riga. La collaboration se poursuit en 1932. Il y adapte Le Revizor de Gogol, Le Bourg de Stépantchikovo et sa population de Dostoïevski, La Nuit des rois de Shakespeare, ou encore Le Déluge de l'auteur suédois Henning Berger (sv). Il enseigne également aux acteurs de la troupe La Méthode. Le théâtre porte désormais son nom. Il travaille en Allemagne (où il joue dans un film de son ex-épouse Olga) et s'installe en Angleterre où il créera en 1936 l'École d'art dramatique Tchekhov, qui, peu de temps avant la Seconde Guerre mondiale, sera transférée de Dartington Hall aux États-Unis. Cette école a été le tremplin de nombreux acteurs américains. Mikhaïl Tchekhov avait un psychisme légèrement déséquilibré, sans doute hérité des tendances autodestructrices de son père.
Il fait également une apparition au cinéma en 1945 sous la direction d'Alfred Hitchcock dans La Maison du docteur Edwardes (sous le nom de Michael Chekhov).

## Technique
Mikhaïl Tchekhov était considéré par Constantin Stanislavski comme l’un de ses plus brillants élèves. En plus d'avoir contribué à l'expansion de la méthode de Stanislavski à travers le monde, Mikhaïl Tchekhov l'a également métamorphosée grâce à sa connaissance des formes théâtrales anglo-saxonnes. 
De nombreux grands acteurs américains ont été formés ou se sont inspirés de lui.
Tchekhov est un fidèle de Stanislavski jusqu'à la création du Théâtre d'art de Moscou, à la fin du XIXe siècle ; il développe ensuite sa propre conception du travail d'acteur. Celle de Stanislavski est basé sur les émotions personnelles, avec par exemple la mémoire émotionnelle ou les actions physiques. Mais pour Tchekhov, le travail de l'acteur ou de l'actrice ne doit pas partir de soi, mais plutôt des forces cosmiques, à laquelle chaque personne est liée. Par conséquent, il faut partir d'une image qui se crée en dehors de soi-même. Cette image, accessible par l'imagination, se trouve quelque part dans le cosmos, dans l'infini de l'univers. La co-existence entre soi et cette image est source d'intensité, de richesse, alors que notre propre nature s'épuise très vite. Ce travail à partir de la vision doit se faire dans l'individualité, non dans la personnalité.
Pour révéler cette vision, Mikhaïl Tchekhov a développé la notion, venue de Stanislavski, de « geste psychologique ». Pour Tchekhov, le geste psychologique éveille l'âme, comprise ici au sens d'intériorité, d'énergie du corps en perpétuel mouvement, sans connotations religieuses. C'est une gesticulation qui engage tout son corps. Ce geste ne sera peut être pas montré dans le jeu retenu en scène, mais sa représentation à titre d'exercice sert de voie d'accès aux traits du personnage. Par exemple, pour demander quelque chose, on pourrait se contenter de le dire oralement, mais le geste psychologique aura une tout autre ampleur, et pourra conduire qui l'exécute à se mettre à genou ; au retour de cette visualisation engageant tout son corps, toute son « âme », la façon que le comédien ou la comédienne aura de le dire prendra sa juste place, même si le geste finalement joué ne consiste pas à se mettre à genoux.
Le geste psychologique n'est pas une notion rationnelle. Il est de l'ordre du sensitif et du corporel, et, sans être forcément extraordinaire, ça n'est en tous cas pas un geste ordinaire. Tchekhov lui donnait ces quatre caractères, qui le marquent sans le définir : tout le corps participe au geste, il a un début et une fin précise, ça n'est pas un geste du quotidien, et il n'est pas pressé. C'est un mouvement physique précis, remplit d'énergie, qui éveille la vie intérieure. Il est différent du jeu joué, et pendant le spectacle il est mieux qu'il reste intérieur. Il est le germe du personnage. Il faut faire attention à faire participer également les jambes, qui sont souvent oubliées dans l'exécution du geste.
Dans ses livres Être acteur et L'Imagination créatrice de l'acteur, il propose un savant mélange de psychologie stanislavskienne, de techniques corporelles anglaises et américaines et d'imagination non-intellectualisée, mais profondément physique. Une technique qui allie exercices physiques, souplesse, gymnastique et travail intérieur.